# Rãnh bề mặt

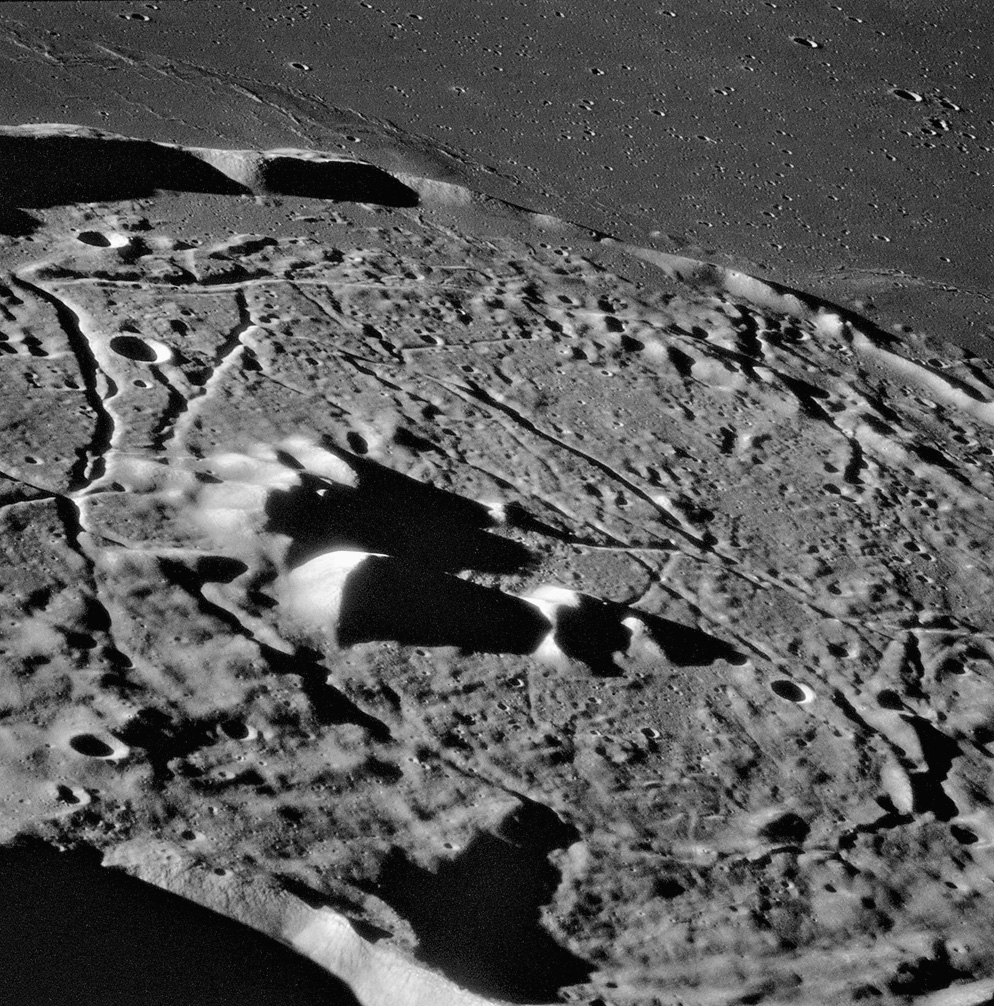
Rãnh trên sàn hố mặt trăng Gassendi, chụp từ Apollo 16.

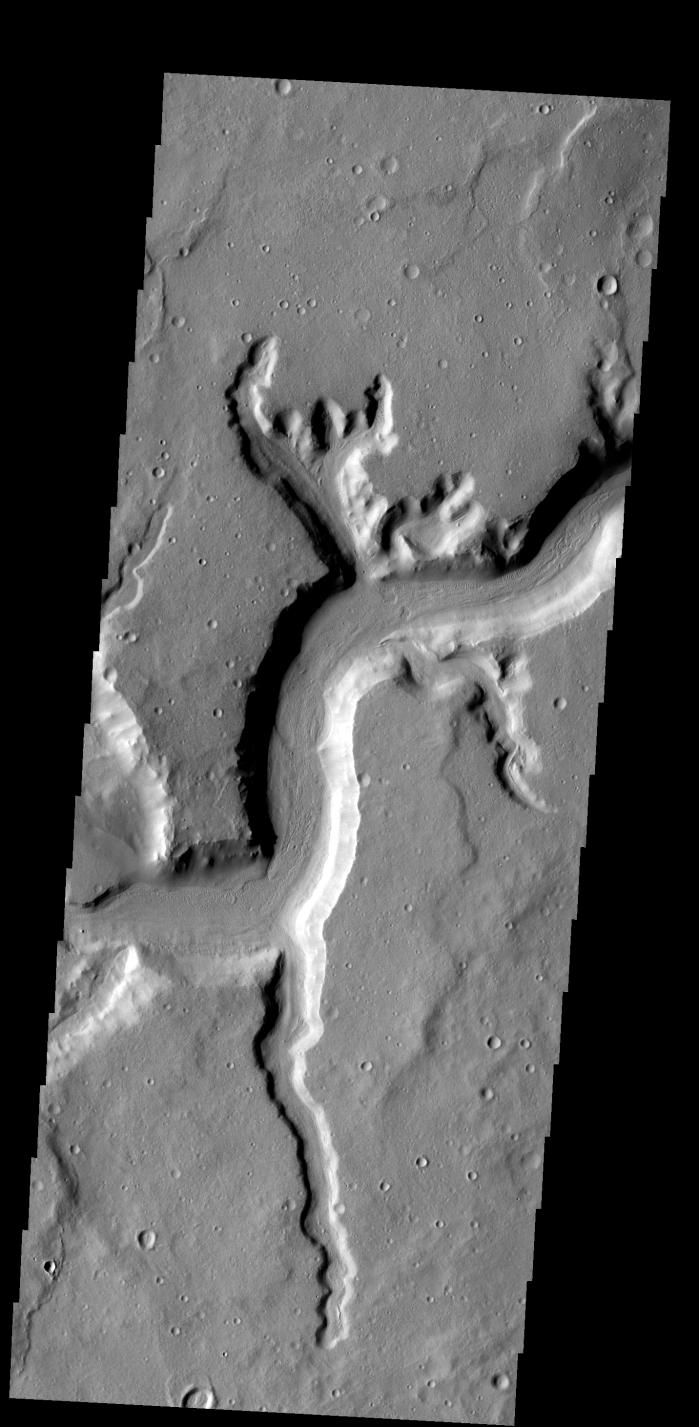
Rãnh Mamers Valles trên Sao Hỏa.

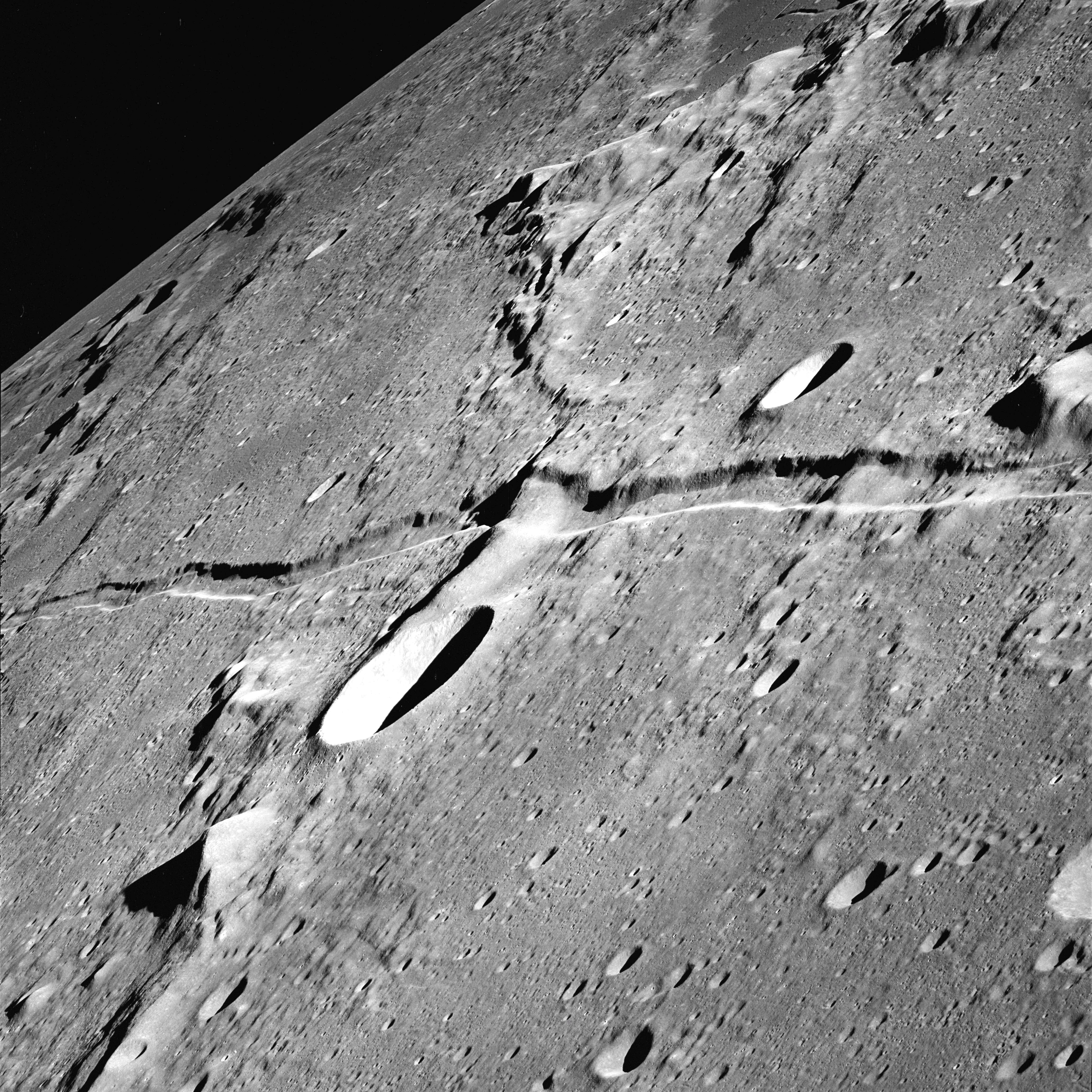
Rima Ariadaeus được xếp vào loại rãnh thẳng (graben) và có chiều dài hơn 300 km.

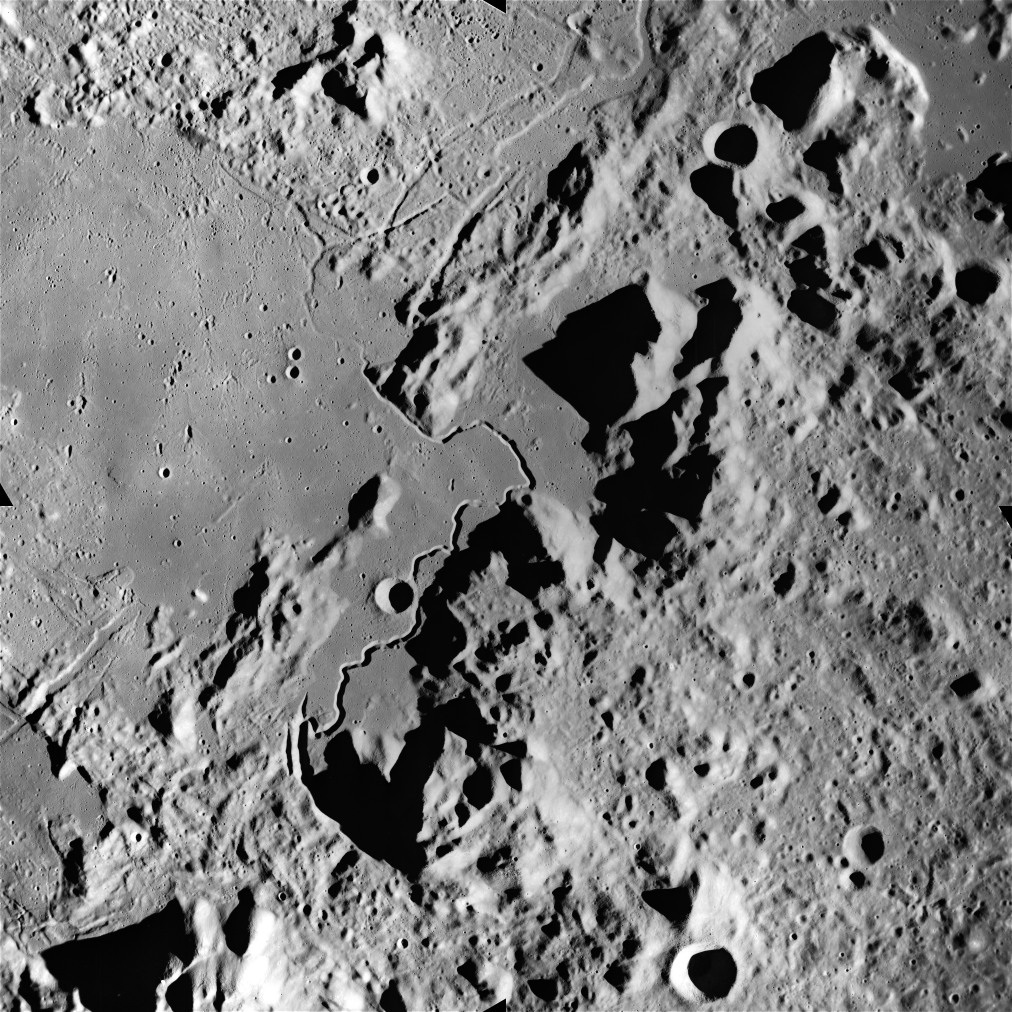
Hadley Rille tại trung tâm là một rãnh lượn mà sứ mệnh Apollo 15 đã ghé thăm.

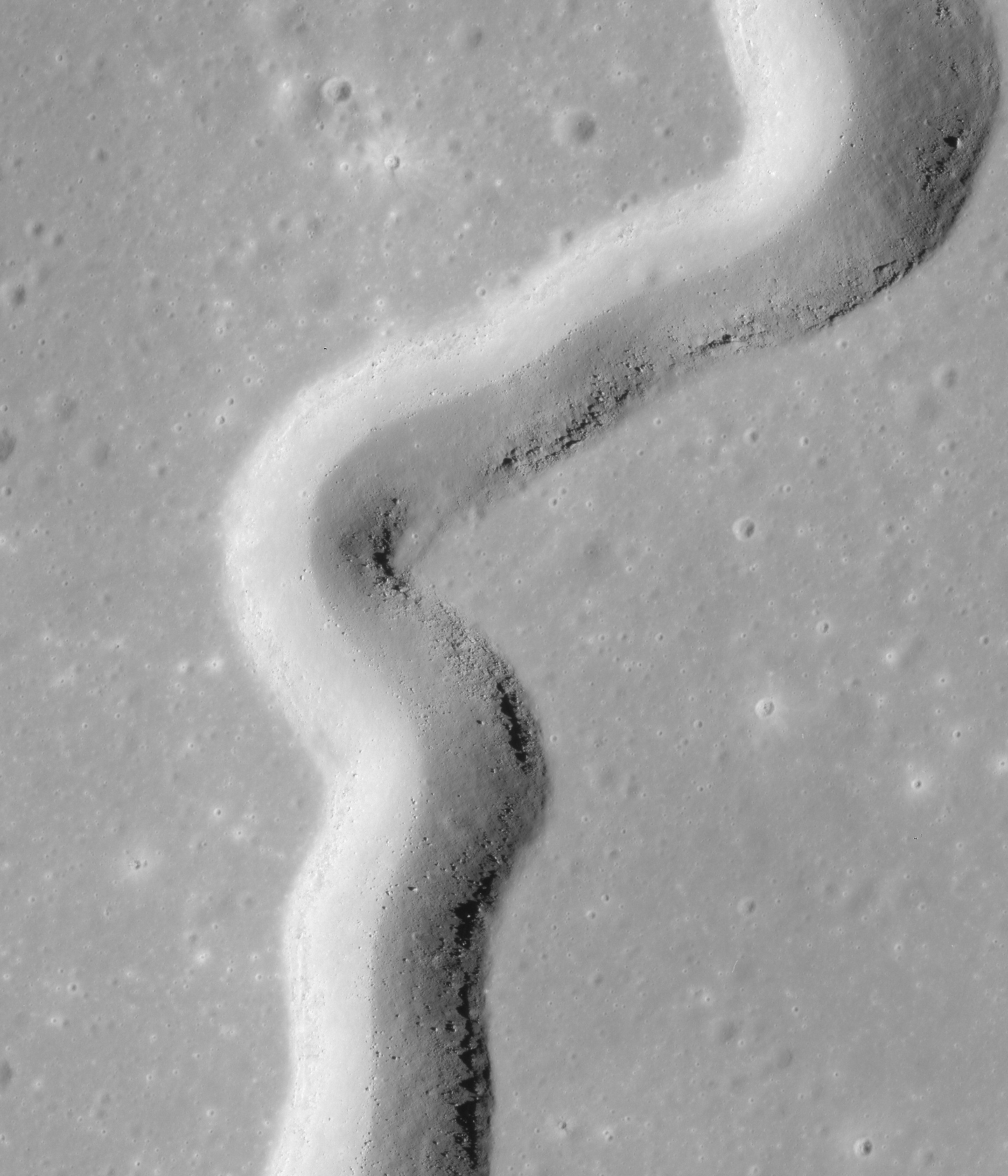
Chi tiết một phần của Hadley Rille

Rãnh bề mặt hay rille (/ˈrɪl/, 'rãnh' trong tiếng Đức) là từ thường được sử dụng để mô tả bất kỳ vết lõm dài và hẹp nào trên bề mặt Mặt Trăng giống như các kênh nước. Thuật ngữ La-tinh là rima, số nhiều rimae. Thông thường, một rille có thể rộng vài km và dài hàng trăm km. Tuy nhiên, thuật ngữ này cũng được sử dụng một cách lỏng lẻo để mô tả các cấu trúc tương tự trên một số hành tinh trong Hệ Mặt Trời, bao gồm Sao Hỏa, Sao Kim và trên một số vệ tinh. Tất cả đều có những nét tương đồng về cấu trúc với nhau.

## Cấu trúc
Ba loại rãnh bề mặt đã được phát hiện trên bề mặt Mặt Trăng:
- Rãnh lượn là những con đường uốn khúc quanh co giống như một đoạn sông trưởng thành, và thường được cho là tàn tích của các hang động dung nham đã sụp đổ hoặc các dòng chảy dung nham bị cạn. Chúng thường bắt nguồn từ một núi lửa đã tắt, sau đó uốn lượn và đôi khi còn tách ra thành nhánh trên đường chạy dọc trên bề mặt. Tính đến  năm 2013, 195 rãnh lượn đã được xác định trên Mặt Trăng.[2] Vallis Schröteri trên Đại dương Bão Tố là rãnh lượn lớn nhất, và Rima Hadley là rãnh lượn duy nhất được ghé thăm bởi con người, với sứ mệnh Apollo 15. Một ví dụ nổi trội khác là Rima Herigonius.
- Rãnh hình cung có dạng đường cong trơn và được tìm thấy trên rìa của các biển Mặt Trăng tối. Các nhà nghiên cứu tin rằng chúng được hình thành khi các dòng chảy dung nham tạo nên một biển nguội đi, co lại và chìm xuống. Những cấu trúc này được phát hiện trên khắp bề mặt Mặt Trăng, một số ví dụ có thể quan sát được gần rìa phía tây nam của Mare Tranquillitatis và trên rìa phía đông nam của Mare Humorum. Rima Sulpicius Gallus là một ví dụ dễ nhận thấy ở phía tây nam Mare Serenitatis.
- Rãnh thẳng chạy theo con đường dài, thẳng và được tin là các địa hào, những phần của vỏ bị chìm xuống giữa hai đứt gãy song song. Chúng có thể được nhận diện dễ dàng khi chúng chạy qua các hố hoặc các dãy núi. Vallis Alpes cho tới nay là rãnh địa hào lớn nhất được phát hiện, thật vậy nó được cho là quá rộng để được coi là một rãnh và chính nó cũng bị chia cắt làm đôi bởi một rãnh thẳng khác; Rima Ariadaeus, phía tây Mare Tranquillitatis, là một ví dụ nổi bật hơn.

Các đường rãnh có nhiều hơn một cấu trúc được gọi là các rãnh lai. Rima Hyginus trên biển nhỏ Sinus Medii là một ví dụ, ban đầu được hình thành do đứt gãy và sau đó bị tác động bởi hoạt động núi lửa.

## Sự hình thành
Cơ chế hình thành chính xác của các rãnh bề mặt vẫn chưa được xác định. Có khả năng là các loại khác nhau được hình thành bởi các quá trình khác nhau. Các đặc điểm chung của các rille Mặt Trăng và các cấu trúc tương tự trên các thiên thể khác cho thấy các cơ chế hình thành chung hoạt động rộng rãi trong hệ mặt trời. Các lý thuyết hàng đầu bao gồm các kênh dung nham, các hang dung nham bị sụp đổ, sự xâm nhập của cấu trúc đê gần bề mặt, nuée ardente (đám mây mạt vụn núi lửa), sự sụt lún của lưu vực dung nham và các sàn hố, và sự mở rộng kiến tạo. Khảo sát tại chỗ sẽ là cần thiết để làm rõ các quá trình chính xác.

### Rãnh lượn
Theo NASA, nguồn gốc của các rãnh lượn trên mặt trăng vẫn còn gây tranh cãi.  Hadley Rille là một rãnh lượn rộng 1,5 km và sâu hơn 300 m. Nó được cho là một ống dẫn khổng lồ mang dung nham từ một miệng phun trào xa tại phía nam. Thông tin địa hình thu được từ các bức ảnh của Apollo 15 ủng hộ khả năng này; tuy nhiên, vẫn còn nhiều bí ẩn về rãnh này. 